# Рагби 13 репрезентација Кукових Острва
Рагби 13 репрезентација Кукових Острва представља Кукова Острва  у екипном, колизионом спорту, рагбију 13.
Кукова Острва су тренутно 20. на светској рагби 13 листи.
Рагби 13 репрезентација Кукових Острва је до сада два пута учествовала, на Светском првенству, 2000 и 2013. Момци нису могли даље од групне фазе. Кукова Острва ће бити учесник шеснаестог мондијала 2021.
Кукова Острва до сада никада нису играла против Рагби 13 репрезентације Србије.

## Историја рагбија 13 на Куковим Острвима
У другој половини двадесетог столећа, аматерски, британски рагбисти су посећивали Кукова Острва и играли утакмице. Момци са Кукових Острва су стицали искуство, играјући на Новом Зеланду. Кукова Острва су била учесник Пацифичког купа и Купа нација у развоју. Прву историјску утакмицу, тринаестичари Кукових Острва су одиграли против Ниујеа 1986. Кукова Острва су ишла на турнеју по Новом Зеланду 2005.

### Светско првенство у рагбију тринаест 2000.
Деби на рагби 13 мондијалу, Кукова Острва су имала јесењи Господње 2000. на Светском првенству које се одржало у Европи. Кукова Острва су била предвођена од стране капитена Кевина Ироа и селектора Стана Мартина. Кукова Острва су била у другој групи. Изгубили су од Велса у Врексаму 6-38, од Новог Зеланда у Редингу, 10-84, а одиграли нерешено са Либаном у Кардифу 22-22. Завршили су на четвртом месту у групи са једним освојеним бодом.

### Светско првенство у рагбију тринаест 2013.
Друго учешће на мондијалу, Кукова Острва су имала јесењи Господње 2013. Четрнаести мондијал је одржан у Европи. Капитен је био Зеб Таја, а селектор Дејвид Ферлеј. Кукова Острва су била у групи Д. Изгубили су од Американаца у Бристолу 20-32, а победили Велс 24-28 у Нету, на крају су поражени од Тонге 16-22 у Леју. Завршили су такмичење са два освојена бода.

## Национални спорт на Куковим Острвима
Рагби 13 је национални спорт на Куковим Острвима.

## Прослављени репрезентативци Кукових Острва
- Кевин Иро
- Адам Ватен
- Мат Руа
- Џон Вајтекер
- Тири Тоа
- Мети Новао
- Рики Кован
- Тони Иро
- Кармичел Хант
- Денвор Џонсон
- Али Дејвис
- Арон Канингс
- Карл Темата
- Бен Веу
- Џорџ Теакура
- Франк Ватен
- Кане Епати
- Лерој Џој
- Тирон По

## Тренутни састав рагби 13 репрезентације Кукових Острва
- Џоф Данијела
- Тинирају Арона
- Ентони Гелинг
- Макахеси Макатоа
- Винсент Рени
- Реубен Рени
- Арон Тероји
- Прајд Роботи
- Мосес Мекрил
- Есан Марстерс
- Реубен Портер
- Стивен Марстерс
- Ксавијер Вилисон
- Брендан Пијакура
- Дејви Мол
- Кајал Ило
- Малачи Морган
- Рис Џојс
- Броди Тамаура
- Андре Иро
- Луки Пукипоки

## Стручни штаб Кукових Острва
- Селектор Кевин Иро
- Главни тренер Тони Иро
- Тренер одбране Мат Руа
- Тренер напада Кевин Иро

## Учинак рагби 13 репрезентације Кукових Острва
| Противник       | Одиграно утакмица | Победа КО | Нерешено | Пораз КО |
| --------------- | ----------------- | --------- | -------- | -------- |
| Америчка Самоа  | 1                 | 1         | 0        | 0        |
| Фиџи            | 12                | 5         | 1        | 6        |
| Ирска           | 1                 | 1         | 0        | 0        |
| Либан           | 3                 | 2         | 1        | 0        |
| Нови Зеланд     | 2                 | 0         | 0        | 2        |
| НЗ Маори 13     | 11                | 4         | 1        | 6        |
| Ниује           | 3                 | 2         | 0        | 1        |
| Папуа НГ        | 5                 | 0         | 0        | 5        |
| Рагби 13 Ротума | 1                 | 0         | 0        | 1        |
| Русија          | 1                 | 1         | 0        | 0        |
| Самоа           | 6                 | 2         | 0        | 4        |
| Шкотска         | 1                 | 1         | 0        | 0        |
| ЈАР             | 1                 | 1         | 0        | 0        |
| Тонга           | 10                | 1         | 0        | 9        |
| САД             | 3                 | 2         | 0        | 1        |
| Велс            | 2                 | 1         | 0        | 1        |

## Резултати рагби 13 репрезентације Кукових Острва
- Кукова Острва  - Ниује  22-8
- Кукова Острва  - Маори 10-32
- Кукова Острва  - Западна Самоа  0-48
- Кукова Острва  - Токелау  19-10
- Западна Самоа -  Кукова Острва  52-16
- Кукова Острва  - Маори  20-70
- Кукова Острва  - Тонга  6-19
- Кукова Острва  - Британски аматери 21-15
- Кукова Острва  - Ниује  23-22
- Кукова Острва  - Тонга  6-26
- Кукова Острва  - Западна Самоа  12-66
- Кукова Острва  - Фиџи  6-58
- Кукова Острва  - Британски аматери  28-12
- Кукова Острва  - Маори  19-11
- Кукова Острва  - Тонга  20-22
- Кукова Острва  - Западна Самоа  0-60

- Кукова Острва  - САД  64-6
- Кукова Острва  - Русија  58-20
- Кукова Острва  - Шкотска  21-10
- Кукова Острва  - Ирска  22-6
- Кукова Острва  -  Фиџи  8-14
- Кукова Острва  - Нови Зеланд  4-16
- Кукова Острва  - Фиџи  22-14
- Кукова Острва  - Папуа Нова Гвинеја  12-34
- Нови Зеланд  - Кукова Острва  46-2
- Кукова Острва  - Папуа Нова Гвинеја  14-38
- Кукова Острва  - Маори  18-10
- Кукова Острва  - Маори  14-24
- Кукова Острва  - Маори  8-24
- Папуа Нова Гвинеја  - Кукова Острва  46-6
- Кукова Острва  - Маори  16-8
- Кукова Острва  - Тонга  22-30
- Кукова Острва  - Маори  6-28
- Америчка Самоа  - Кукова Острва  40-34
- Кукова Острва  - Тонга  8-16
- Кукова Острва  - Токелау  22-16
- Тонга  - Кукова Острва  28-13
- Тонга  - Кукова Острва  42-2
- Тонга  - Кукова Острва  34-4
- Велс  - Кукова Острва  38-6
- Кукова Острва  - Нови Зеланд  10-84
- Кукова Острва  - Либан  22-22
- Фиџи  - Кукова Острва   24-36
- Фиџи  - Кукова Острва  14-22
- Кукова Острва  - Тонга   18-10
- Кукова Острва  - Фиџи  20-12
- Маори - Папуа Нова Гвинеја  4-46
- Маори - Кукова Острва  26-26
- Маори - Кукова Острва
- Маори - Кукова Острва  16-24
- Кукова Острва  - Тонга  14-56
- Кукова Острва  - Самоа  6-46
- Кукова Острва  - Фиџи  4-40
- Кукова Острва  - Самоа  22-20
- Кукова Острва  - Фиџи  24-22
- Папуа Нова Гвинеја  - Кукова Острва  42-14

- Кукова Острва  - Либан  28-24
- Кукова Острва  - Нови Зеланд  0-50
- Кукова Острва  - САД  20-32
- Кукова Острва  - Тонга   16-22
- Кукова Острва  - Велс  28-24
- Кукова Острва  - Ниује   22-44
- Кукова Острва  - Тонга  8-28
- Кукова Острва  - Либан  30-20
- Кукова Острва  - Папуа Нова Гвинеја  22-32
- Кукова Острва  - ЈАР  66-6
- САД  - Кукова Острва  16-38